# Троянда і тис
Троянда і тис (англ. The Rose and the Yew Tree) — трагічний роман англійської письменниці Агати Крісті. Написаний під псевдонімом Мері Вестмакотт. Виданий у Великій Британії видавництвом William Heinemann Ltd в листопаді 1948 року, і у США видавництвом Farrar & Rinehart пізніше в цьому ж році.

## Сюжет
Х'ю Норрейс з його тренером, Джоном Габріелем сподівається бути кандидатом у депутати парламенту. Маючи статус інвалідності, він закликає своїх гостей, довіряти йому і виражати свої почуття. Х'ю був спантеличений Габріелем, потворною маленькою людиною, яка, не зважає на привабливість для жінок. Він також заінтригував Ізабеллу, вродлива молода леді із замку неподалік. В кінці Х'ю був в шоці, коли Джон після виборів обирає Ізабель, замість роботи у парламенті.

## Літературне значення та сприйняття
Рецензія The Times Literary Supplement від 6 листопада 1948 року, написана сером Джуліаном Генрі Холлом, озвучила таке: «Міс Вестмакотт пише чітко й завжди чітко. Шаблон книги надто розпливчастий в одному місці, але багато матеріалу вміло стиснуто на трохи більше ніж 200 сторінках».